# Grüne Grund
Der Grüne Grund ist ein Wohnplatz im Ortsteil Reetz der Gemeinde Wiesenburg/Mark im Landkreis Potsdam-Mittelmark in Brandenburg.

## Geografische Lage
Die Siedlung liegt im südwestlichen Teil der Gemarkung von Wiesenburg/Mark und dort südlich von Reetz. Südlich grenzt ein ausgedehntes Waldgebiet an; nordöstlich liegt Reetzerhütten.

## Geschichte
Im Jahr 1649 erschien erstmals der Flurname bis an den grünen grundt in den Akten; die Fläche gehörte zum Gut Schmerwitz. Die Gutsherren ließen 1869 ein Forsthaus errichten, in dem 1871 drei Personen lebten. Zwei Jahre später erschien die Bezeichnung Forsthaus Grünergrund. Im Jahr 1885 war die Anzahl auf 36 Personen angewachsen, sank aber auf nur noch vier Personen im Jahr 1895, die in einem Wohnhaus lebten. Im Jahr 1905 waren es weiterhin vier, 1925 wieder fünf Personen. Die Siedlung wurde 1929 nach Reetz eingemeindet und war dort ab 1957 ein Wohnplatz.